# لوئیس سکر
لوئیس سکر (انگلیسی: Louis Sachar; ‎/ˈsækər/‎ SAK-ər; زادهٔ ۲۰ مارس ۱۹۵۴) نویسندهٔ آمریکایی ادبیات نوجوانان در سبک معمایی-کمدی است. او بیشتر با سری کتاب‌های مدرسه وی‌ساید و رمان گودال‌ها شناخته شده‌است.
از دیگر کتاب‌های او می‌توان به ته کلاس، ردیف آخر، صندلی آخر (۱۹۸۷) اشاره کرد.